# 500 Person Sex
500 Person Sex (500人SEX), anche noto come A Milestone in History!! 500 Person Sex!! (人類史上初!! 500人SEX!!) è un premiato film per adulti giapponese prodotto da SOD Create, una divisione di Soft On Demand (SOD), un vasto gruppo di compagnie di produzione video.
500 Person Sex è stato pubblicato il 4 maggio 2006 e rappresenta 500 persone mentre hanno un rapporto sessuale nella medesima stanza. Il video di 130 minuti, che è stato soprannominato "il video dell'orgia sessuale del più grande gruppo di persone" è stato diretto da Yukitsugu Tsuchiya (土屋幸嗣).
Nonostante l'etichetta di "orgia", le 250 coppie ritratte nel video hanno un rapporto sessuale indipendentemente e non con altre coppie. Le coppie, che vengono indicate da SOD come studenti, fanno il loro ingresso in un ampio studio e impiegano le successive due ore in una varietà di atti sessuali, inclusi i preliminari, masturbazione reciproca, sesso orale e il rapporto. Aspetto peculiare della produzione è che ogni coppia compie tutti gli atti sessuali in modo coreografico in sincronia con tutte le altre coppie. Guardando le coppie ammassate in azione, un critico ha avuto reminiscenze delle scene CGI del film Il Signore degli Anelli, mentre un altro si è ricordato di La marcia dei pinguini.
Il film 500 Person Sex, che ha avuto una certa pubblicità anche sui siti specializzati occidentali, è stato prescelto da SOD Create (con il codice di produzione OPEN-0604) per partecipare nel 2006 al concorso AV Open, dove ha ricevuto un premio speciale della giuria.

## Sintesi dell'azione
Il film inizia con l'arrivo di 250 giovani ragazze giapponesi in una vasta sala dove tutto è bianco, arredata con futon giustapposti. Le ragazze raggiungono il futon che è stato loro assegnato. Obbedendo un segnale, tutte insieme cominciano a spogliarsi. Quando sono nude, i ragazzi le raggiungono, vestiti con slip bianchi uniformi. Compiono i preliminari cambiando azione contemporaneamente: in piedi, bacio alla francese accarezzando il seno; seduti, carezze al clitoride; il 69. Tutti insieme, iniziano la penetrazione e cambiano posizioni: missionario, pecorina, amazzone, figura libera, eiaculazione. Una musica dolce annuncia la fine dell'azione mentre le coppie si sciolgono e si rilassano sdraiati sul futon. I ragazzi lasciano la stanza e le ragazze si riuniscono per una foto di gruppo. In interludio, vediamo una serie di interviste con le ragazze durante il viaggio verso il luogo delle riprese.

## Regia
La messa in scena è di grande austerità. Il posto è un hangar tutto bianco senza né arredamento né decorazioni, dotato di diffusori che danno una luce senza ombre dall'alto. Le riprese sono state effettuate con una gru e con telecamere a mano portate da operatori che passano tra le file. Il montaggio alterna i piani d'insieme e panoramiche dall'alto, carrellate tra le file di attori, viste d'insieme a livello del suolo, e primi piani di coppie, corpi e volti, passando da una coppia ad un'altra senza soffermarsi più di qualche secondo. Da una sequenza all'altra, si passa da una visione quasi geometrica (viste d'insieme delle coppie sui futon rettangolari) a una sensazione di affollamento (panoramiche rasoterra) e a momenti di privacy in rapida successione (primi piani).

## Commenti
L'evento è stato annunciato da agenzie di stampa l'11 giugno 2006, con la distribuzione di alcune foto dalla produzione, e riportato immediatamente dalla stampa e dai blog specializzati. Le riprese hanno avuto luogo molto prima, come indicato dall'abbigliamento delle ragazze. Il luogo e la data esatta delle riprese non sono stati pubblicati. Alcuni hanno sostenuto che le riprese ha avuto luogo all'inizio di aprile, il giorno di Kanamara Matsuri, festa della fertilità di Kawasaki.
Il termine "record mondiale dell'orgia" non si applica alla realtà dell'evento. L'azione è molto organizzata. I futon sono identificati dalle rispettive coordinate; i partecipanti indossano l'identità del loro posto al polso (braccialetto per le ragazze, un adesivo per i ragazzi). Ogni coppia sul suo futon non ha alcun contatto con i vicini, ma segue le indicazioni del maestro di cerimonie per passare da una fase all'altra. Nonostante il rumore e le grida, sembra di assistere a un rito collettivo codificato.
Come è consuetudine nei film giapponesi, l'attenzione è sul corpo e il godimento delle ragazze; non vi è alcun primo piano sul volto di un ragazzo. Primi piani di sessi in azione, figure normalmente obbligatorie nel porno, sono mostrati solo di sfuggita. Sono inoltre rasterizzati nella versione commercializzata.
I titoli di coda danno i nomi o soprannomi dei 500 partecipanti, a coppie. La classificazione commerciale è 素 人 amatoriale.
Sono stati utilizzati preservativi.

## Distribuzione
Il film ha ricevuto un premio speciale al AV Open 2006.